# Jean-Jacques Blairon
Jean-Jacques Blairon (Binche, 9 augustus 1947 - Komen-Waasten, 14 juli 2020) was een Belgische zanger, beter bekend onder zijn artiestennaam J. J. Lionel. Hij verwierf grote bekendheid in 1981 met de Franstalige hit La Danse des canards, een Franstalige versie van De vogeltjesdans. 

## Levensloop
Jean-Jaqcques Blairon werd in 1947 geboren te Binche. Hij kwam na verschillende muzikale omzwervingen terecht in het orkest van de Belgische accordeonist Hector Delfosse.
Grote bekendheid verwierf hij pas in 1981 met La Danse des canards, de Franse versie van De vogeltjesdans. In 1983 verscheen zijn lied in het Guinness Book of Records dat 2,5 miljoen verkochte exemplaren vermeldde. Vijfendertig jaar na verschijning, in 2016, waren dit al 3,5 miljoen exemplaren. Na dit succes slaagden de Belgische uitgever Marcel De Keukeleire en producer Jean Vanloo erin om hem te contracteren.
De 72-jarige Blairon overleed na een hersentumor op 14 juli 2020 in het Belgische Komen-Waasten. Hij vond zijn laatste rustplaats samen met zijn echtgenote Georgia Ghesquière op het kerkhof van de deelgemeente Neerwaasten. In dat jaar was de verkoop van zijn La Danse des canard al gestegen tot zo'n 4 miljoen exemplaren.

## Discografie

### Albums
- 1981 - La Danse des canards, Disques Déesse
- 1982 - J.J. Lionel (1), Elver Records
- 198? - J.J. Lionel 2, Elver Records
- 2012 - Le Triple Disque De Platine De J. J. Lionel, Aprad

### Singles
- 1980 - La Danse des canards
- 1981 - La Danse Des Petits Chats
- 1981 - Moi Je Dois Faire Pipi / Si J'étais Un Petit Oiseau
- 1983 - Papa Jojo
- 1984 - Boum Boum Benzine
- 1984 - Merci Monsieur De La Fontaine